# 武富邦弘
武富 邦弘（たけどみ くにひろ、生年月日不明  - ）は、日本のプログラマで、スマートフォン用アプリ販売事業株式会社遊帆堂の代表取締役である。出身地不明。

各メディアでも、度々紹介されていて、既に81,000人以上のユーザーが使用している鬼ごっこ用iPhoneアプリ「鬼ごっこレーダー」を制作・リリースした。このアプリでは、「365日24時間鬼ごっこ」というものが常時開催されている。また、不定期で、「鬼ごっこレーダー」を使用した鬼ごっこ大会も開催されている。

主に、地図機能を利用したアプリケーションを制作している。また、スポーツ鬼ごっこ公認陪審員3級を取得している。新人エンジニアの育成も行っている。

## 開発実績例
iPhone用アプリ
- 鬼ごっこレーダー
- リアル鬼ごっこ2レーダー(公開終了)
- iTrotter
- G-TASK
- 13人の刺客
- エクセル電卓
- 宝探しレーダー
- ツィシュラン
- にっぽん宝探し

その他
- ゲゲゲの鬼太郎～（異聞妖怪奇譚）～（PS2ソフト）
- ミキハウス　オンラインショップ（ECサイト）
- ウルフルズ公式着うたサイト（携帯サイト）
- 竹書房電子書籍サイト（携帯サイト）